# ستيفن ماهر
ستيفن ماهر (بالإنجليزية: Stephen Maher)‏ (3 مارس 1988 بدبلن في جمهورية أيرلندا - ) هو لاعب كرة قدم أيرلندي في مركز الوسط. شارك مع منتخب جمهورية أيرلندا تحت 21 سنة لكرة القدم. أما مع النوادي، فقد لعب مع باتريك أتلتيك ودرودا يونايتد ونادي دوندالك ونادي شامروك روفرز ويوفل تاون وDublin City F.C. ‏ ونادي سالزبري سيتي وMonaghan United F.C. ‏.

## وصلات خارجية
- ستيفن ماهر على موقع قاعدة بيانات كرة القدم.إي يو (الإنجليزية)
- ستيفن ماهر على موقع Soccerbase.com (لاعب) (الإنجليزية)
- ستيفن ماهر على موقع AS.com (الإسبانية)